# Islas de la Bahía Moreton del Sur (Ciudad de Redland)
Las islas de la bahía Moreton del Sur, también conocidas como las Islas de la Bahía, son las cuatro islas habitadas del sur de Moreton Bay ubicadas en el sureste de Queensland, Australia . El grupo es parte de la ciudad de Redland  y, según el censo de 2021, tienen una población permanente de 7635 habitantes (frente a los 6153 del censo de 2016). No obstante, casi un tercio de todas las viviendas de las islas estaban desocupadas, lo que sugiere una alta proporción de «segundas residencias» propiedad de personas que se encontraban en otro lugar la noche del censo.

## Geografía
La pequeña isla Perulpa está unida a Macleay por una calzada y generalmente se considera parte de Macleay.
Las islas habitadas del sur de Moreton Bay están rodeadas en su mayoría por el Parque Nacional de las Islas del Sur de Moreton Bay, que también se encuentra dentro de Redland City. 

## Historia
La población de las cuatro Islas de la Bahía habitadas en 2021:
- Karragarra, 240
- Lamb, 504
- Russell, 3.698
- Macleay, población 3.193

A principios de la década de 1970 las islas fueron subdivididas en gran medida en parcelas residenciales.
En la década de 1980, se anunciaron y retiraron varios planes para construir un puente entre el continente y la isla North Stradbroke a través de la isla Russell; estas propuestas eran costosas y controvertidas y no se construyó ningún puente. 
Los residentes sienten ahora la presión del transporte al continente para ir de compras, ya que el estacionamiento en las terminales de ferris y barcazas del continente se ha vuelto muy escaso.

## Lista del patrimonio cultural
La isla Lamb cuenta con varios lugares declarados patrimonio cultural, entre los que se incluyen:
- Lamb Island Pioneer Hall, Lucas Drive.[6]
- Árboles de mango plantados hace más de 100 años en Tina Avenue.[7]
- El muelle, restaurado por el grupo comunitario local de la isla, se utiliza para cargar productos locales en los barcos mercantes.[7][8]

La isla Macleay cuenta con varios sitios declarados patrimonio, entre los que se incluyen:
- Ruinas industriales de la isla Macleay, Cliff Terrace.[9]

## Transporte
Las islas cuentan con un servicio regular de transbordadores para vehículos proporcionado por Stradbroke Ferries y un servicio rápido de transbordadores de pasajeros proporcionado por Bay Islands Transit, que sale de Redland Bay. Los servicios de pasajeros desde Redland Bay a las islas se añadieron a la red Translink en 2013, lo que permite a los pasajeros utilizar tarjetas Go Card para viajar en los transbordadores.

## Telecomunicaciones
La Red Nacional de Banda Ancha comenzó a estar disponible en las islas en junio de 2020, tanto en fibra hasta la acera como en fibra hasta el nodo, dependiendo de la calle.